# Clóvis Candal
Clóvis Candal (Guaporé, 6 de agosto de 1940) é um cantor brasileiro.
Interpretou boleros, calipsos e outros ritmos durante a década de 1960, época em que esses ritmos estavam na moda. Lançou, com acompanhamento da orquestra de Hector Lagna  Fietta, o calipso Coração Biruta, e o bolero Palhaço, quando assinou o contrato com a gravadora Copacabana em 1962. No mesmo ano gravou os boleros Confissão, de Joaquim Oliver e Genival Melo, e Sem querer, de Álvaro Dalmar e Aires Pastorino.
O seu maior sucesso veio em 1964, quando gravou a balada italiana Roberta, composta por Luigi Naddeo e Paolo Lepore. Em 2000 foi lançado o CD duplo Os Cantores do Rádio - Volume 2, no qual foi incluída a sua gravação de Roberta.